# RD-170
RD-170 (ros. РД-170) – silnik rakietowy produkcji radzieckiej, produkowany przez NPO Energomasz na potrzeby rakiety Energia.
Został on okrzyknięty najmocniejszym silnikiem rakietowym na świecie. Ten silnik spalał mieszaninę nafty i ciekłego tlenu w czterech komorach spalania, zasilanych przez jedną turbopompę. 

## Problem dzielonej turbopompy
Wielu radzieckich i rosyjskich projektantów umieszczało komory spalania wokół pomp paliwowych. We wczesnych latach 50. projektanci silników z ZSRR, również Głuszko, borykali się z problemem niestabilności spalania w wielkich komorach. W tym czasie problem rozwiązano wykorzystując zestaw kilku mniejszych komór.

## Warianty
Silniki RD-170 stanowiły pierwszy stopień rakiety Energia i były umieszczone parami po przeciwnych bokach kadłuba drugiego członu rakiety. Zapas materiału pędnego wystarczał na działanie silnika przez 118 sekund. Silniki skonstruowane w ten sposób, że zużyty w turbinie gaz ulegał całkowitemu spalaniu w podstawowej komorze spalania. Ciśnienie w komorze spalania wynosiło 24,4 MPa. Silniki te były wyposażone w turbopompę o mocy - 183,75 MW. Mieszanka napędowa spalana w silniku zapewniała na poziomie morza ciąg 7,550 meganiutonów (MN). Do dzisiaj nikt nie skonstruował w Rosji potężniejszego silnika rakietowego (słynny silnik F-1 rakiety Saturn V generował ciąg o 780 kN mniejszy, jego następca F-1A miał ciąg 9,1 MN nie został jednak nigdy użyty). Tak jak w projekcie amerykańskim rakiety wspomagające były odzyskiwane i ich jednostki napędowe mogły być wykorzystywane ponownie - maksymalnie dziesięć razy. RD-170 obecnie nie jest produkowany, jednak stał się konstrukcją bazową dla następujących silników:

### RD-171
RD-171 jest wykorzystywany w rakietach Zenit. Jedyną różnicą od RD-170 jest możliwość wychylania komór; podczas gdy RD-170 wychylał komory w dwóch osiach, RD-171 potrafi je wychylić tylko w jednej osi. Proponowano również modele RD-172 i RD-173, które miały większą siłę ciągu, jednak ich nie wprowadzono do produkcji.

### RD-180
RD-180 jest dwukomorową wersją RD-170. Obecnie jest stosowany jako główny silnik  amerykańskiej rakiety nośnej Atlas V. Miał również być użyty z anulowanymi dziś rakietami Rus-M.

### RD-191
RD-191 jest wersją jednokomorową. Ma zostać użyty w nowych rakietach Angara. Istnieje również jego słabsza wersja o nazwie RD-151, wykorzystywana w południowokoreańskich rakietach Naro-1.